# Ivo Jirásek
Ivo Jirásek (16. července 1920 Praha – 8. ledna 2004 Praha) byl český hudební skladatel.

## Život
Studoval na gymnáziu v Jaroměři a kompozici nejprve soukromě u Otakara Šína. V roce 1938 byl přijat na Pražskou konzervatoř, kde pokračoval u Aloise Háby a Miroslava Krejčího. Kromě toho studoval dirigování u Pavla Dědečka a Zdeňka Chalabaly a operní režii u Ferdinanda Pujmana. Studium konzervatoře dokončil v roce 1945 a stal se asistentem Rafaela Kubelíka v orchestru České filharmonie. Od roku 1946 působil ve Slezském divadle (tehdy Divadlo Zdeňka Nejedlého) v Opavě, nejprve jako dirigent, ale později se stal šéfem opery.
Byl aktivní i v řadě pedagogických a organizačních funkcích. Vyučoval dirigování na konzervatoři v Ostravě a byl i ředitelem Ochranného svazu autorského. V roce 1980 byl jmenován zasloužilým umělcem.

## Dílo

### Opery
- Pan Johanes (libreto Jiří Šrámek podle Aloise Jiráska, 1951–52)
- Svítání nad vodami (libreto Jiří Procházka, 1960–61)
- Medvěd (libreto Karel Berman podle Antona Pavloviče Čechova, 1964)
- Klíč (libreto Karel Berman podle Arkadije Timofejeviče Averčenka, 1968)
- Danse macabre (I byl večer a bylo jitro) (libreto skladatel a Pavel Eckstein podle Ingmara Bergmana, 1970–71)
- Mistr Jeroným (1979–80, komponováno ke stému výročí otevření Národního divadla)
- Zázrak (1981)

### Balet
- Faust (1982–85).

### Orchestrální skladby
- Koncertantní symfonie pro housle a orchestr (1958)
- Malá suita pro orchestr (1964)
- Variace pro orchestr (1965)
- Slavnostní předehra (1971)
- Matka Naděje. Symfonie (1973–74)
- Mozartiana. Concertino pro komorní orchestr (1978)
- Čtyři dramatické studie pro orchestr (1985)
- Podvečerní hudba pro anglický roh a smyčcový orchestr (1985)
- Concertino pro cembalo a jedenáct smyčců (1985)
- Čtyři scény z Fausta (1985–86)
- Malá koncertní hudba pro syntetizátor a orchestr (1988)

### Komorní skladby
- Čtyři studie pro smyčcové kvarteto (1963–66)
- Sonata da camera per 13 archi (1966)
- Hudba pro soprán, flétnu a harfu (1967)
- Tři kusy pro čtyři nástroje (1971)
- Partita pro dechy (1972)
- Praha s prsty deště. Suita pro cimbál (1974)
- Portrét ženy pro flétnu, basklarinet, vibrafon, klavír a soprán (1975–76)
- Permutatione per flauto, violoncello e pianoforte (1981)
- Ludi con tre toni. II. smyčcový kvartet (1977–78)
- Trio pro housle, violoncello a klavír (1975)
- Karneval v Rio, pro flétnu, klarinet, klavír, kontrabas a bicí (1986)
- La Frescobalda. Meditazione sul thema di Girolamo Frescobaldi per la clavicembalo (1987)
- Preludium, fuga a chorál na téma Domenica Scarlattiho pro flétnu, klarinet, klavír, kontrabas a bicí (1987)
- Serenády pro flétnu, basklarinet a bicí (1967)
- Sonáta pro violu a bicí (1976)

### Vokální skladby
- Balada z nemocnice. Kantáta pro sóla, sbor a orchestr (1944)
- Ukřižované srdce. Cyklus písní pro nižší mužský hlas a klavír na básně Jiřího Wolkera (1948)
- Ty, domovina moja. Cyklus písní pro baryton a orchestr na básně Andreje Plávky (1960)
- Láska. Kantáta pro bas sólo, ženský sbor a komorní orchestr na text Kamila Bednáře (1960)
- Rok v rezavém lese, Osm písní pro nižší mužský hlas a komorní soubor nebo klavír na básně Miloše Tůmy (1966)
- Stabat Mater. Oratorium pro sóla, sbor, varhany a dechový orchestr (1968)
- Zpěv o planetě jménem Země. Kantáta pro sóla, sbor a orchestr (1975–76)